# 1345 w literaturze
Wydarzenia literackie w 1345 roku.

## Zmarli
- Richard de Bury, angielski pisarz